# ネチズン
ネチズン（英: netizen）とは、まるで現実社会からインターネットなどのコンピュータネットワークに移住したかのように、積極的活発的に活動するユーザーのことである。
ネット市民、ネット民とも言われ、ネットワーク市民を意味する英語「network citizen」の略称で日本ではあまりなじみがない。インターネットの初期にまるで移住するかのごとく積極的、活発的に活用した当時のユーザーの通称のことで、2019年現在では古くなった言葉である。
日本では群馬大学特任教授の下田博次が、子供のインターネット利用について学ぶ団体の名称（ねちずん村）として使っているという事例がある。

## 生態
ネットで活発に活動する人物は、基本的に時間のある無職（学生、未成年を含む）か、働きながら寝食を惜しんで活動している人物かのどちらかである。
その性質上、子育てなどの現実問題とは無縁な独身者に多く、特に40〜50代の独身男性は過激化しやすい傾向にあると言われる。
ネット世界は多くが匿名であるゆえ、現実世界では到底見せないような暴力性・変態性を見せる者も多く、誹謗中傷などで訴訟や裁判沙汰になることもある。
また、政治的には右派（極右含む）である者が多く、世間では極めて少数派の意見であっても、ネット掲示板では多数派になる状況が見受けられる。